# 보레인류
보레인(borane)은 수소와 붕소가 결합한 화합물을 일컫는 말이다. 일반식은 BxHy이다. 자연에는 존재하지 않으며 독성이 있다. 많은 보레인은 공기중에서 산화된다. 물과 접촉하면 가수분해하여 수소를 발생한다. 가장 단순한 BH3 을 보레인이라고 하기도 하지만, 기체 상태에서만 발견되며 이합체를 형성해 다이보레인 B2H6이 된다. 다이보레인 B2H6, 펜타보레인 B5H9, 데카보레인 B10H14이 중요한 화합물이다.

## 같이 보기
- 카보레인